# Небо и земля (фильм, 1993)
«Не́бо и Земля́» (англ. Heaven & Earth) — кинофильм Оливера Стоуна, третья часть его «вьетнамской трилогии», в отличие от двух предыдущих фильмов («Взвод» и «Рождённый четвёртого июля»), является взглядом на войну во Вьетнаме с другой стороны. Сценарий создан Оливером Стоуном на основе двух автобиографических книг вьетнамской писательницы Ле Ли Хейслип «Когда небо и земля поменялись местами» и «Дитя — войны, женщина — мира».
В съёмках фильма приняли участие кинематографисты-вьеткьеу из вьетнамской диаспоры США, в которой вьетнамцы до сих пор живут под флагом бывшего Южного Вьетнама и мечтают когда-нибудь вернуться на родину.

## Сюжет
Перед нами разворачивается драматическая история, охватывающая период с 1949 по 1986 год и рассказанная от первого лица самой Ле Ли Хейслип. История вьетнамской женщины на протяжении более 30 лет — три разных периода её жизни. Когда-то в детстве её жизнь была безмятежной и прекрасной. Добрый папа учил девочку, что жизнь людей гармонична, потому что находится между двух миров — между Отцом Небом и Матерью Землёй.
Шло время, Вьетнам освободился от французов, хотя и оказался разделён на Север и Юг. Но мир окончательно рухнул для неё, когда началась Вьетнамская война. Судьба Ле Ли Хейслип — это судьба женщины, оказавшейся на родной земле между двух огней — Севера и Юга. Её пытали и изнасиловали защитники «старого режима». Работая в богатом доме в Сайгоне, она «прижила» ребёнка от хозяина. Лишь выйдя замуж за американского сержанта Стива Батлера, героиня фильма узнала, что такое любовь и уважение.
Вскоре она уезжает с мужем в Америку, но там её ждут новые испытания. После многочисленных ссор и конфликтов, муж уходит от неё и в депрессии совершает самоубийство. Прожив ещё несколько лет в Соединённых Штатах, Ле Ли с тремя детьми возвращается на родину, во Вьетнам.
Оливер Стоун посвятил этот фильм своей матери.

## В ролях
- Ле Тхи Хьеп — Ле Ли Хейслип
- Томми Ли Джонс — Стив Батлер
- Джоан Чэнь — мама
- Хенг С. Нгор — папа
- Дастин Нгуен — Сау
- Винь Данг — Бон
- Тхуан К. Нгуен — дядя Лык
- Кэтрин Ай — девушка для развлечения
- Май Ле Хо — Хай
- Лием Уотли — капитан Вьетконга
- Нгуен Лонг — Ань
- Дейл Дай — Ларри
- Дебби Рейнольдс — Евгения
- Ле Ли Хейслип — скупщица драгоценностей

## Награды
- В 1994 году — премия «Золотой Глобус» композитору Китаро, за победу в номинации «Лучшая музыка к фильму» на 51-й церемонии вручения, в Лос-Анджелесе, Калифорния, США.

## Съёмки
- В фильме впервые появляется Ле Тхи Хьеп, студентка из вьетнамской диаспоры, выбранная режиссёром на главную роль из 16000 кандидаток — участниц кастинга[4].
- Автор книг Ле Ли Хейслип вернулась в объединённый послевоенный Вьетнам в 1986 году в возрасте 37 лет. Это стало возможным за 9 лет до установления дипломатических отношений между Вьетнамом и США, благодаря помощи основанного ей международного фонда «Восток встречается с Западом» и началу «вьетнамской перестройки» («Дой Мой») в самом Вьетнаме[5]. Саму Ле Ли Хейслип можно увидеть в этом фильме в эпизодической роли скупщицы драгоценностей в магазине вьетнамской диаспоры.
- Съёмки вьетнамских сцен фильма проводились в основном в Таиланде из-за опасения критического отношения властей Вьетнама к теме фильма[1].